# Davit Marsagišvili
Davit Marsagišvili (* 30. března 1991) je gruzínský zápasník–volnostylař, bronzový olympijský medailista z roku 2012.

## Sportovní kariéra
Zápasení se věnoval od útlého dětství pod vedením svého otce v horské obci Arša v okresu Kazbegi. Od svých 17 let se připravoval v Tbilisi pod vedením Davita Churciji. V gruzínské mužské reprezentaci se prosazoval od roku 2010 ve váze do 84 (86) kg. V roce 2011 se třetím místem na mistrovství světa v Istanbulu kvalifikoval na olympijské hry v Londýně v roce 2012. V Londýně podcenil ve čtvrtfinále výborně připraveného reprezentanta Portorika Jaime Espinala a po prohře 0:2 na sety spadl do oprav. V souboji o třetí místo porazil reprezentanta Běloruska Soslana Gatcijeva 2:0 na sety a získal bronzovou olympijskou medaili.
V roce 2013 se změnily poměry v gruzínském zápasnickém svazu a jeho trenér Davit Churcija odešel do zahraničí. Vystřídal několik trenérů, ale s žádným si dobře nerozuměl. Na chvíli dokonce vypadl z reprezentace. Jeho místo ve váze do 86 kg rychle zaujal Sandro Aminašvili, se kterým v roce 2016 prohrál nominaci na olympijské hry v Riu. Od roku 2018 startuje v neolympijské váze do 92 kg.

## Výsledky
| Olympijské hry     |    |    |    |     |    | 3. |     |     |   | —  |    |    |  |  |  |  |  |  |  |  |  |  |  |  |  |
| Mistrovství světa  |    |    | —  | 8.  | 3. |    | úč. | úč. | — |    | —  | 5. |  |  |  |  |  |  |  |  |  |  |  |  |  |
| Evropské hry       |    |    |    |     |    |    |     |     | — |    |    |    |  |  |  |  |  |  |  |  |  |  |  |  |  |
| Mistrovství Evropy |    |    | —  | —   | 2. | 1. | 1.  | 5.  | — | 3. | 5. | —  |  |  |  |  |  |  |  |  |  |  |  |  |  |
| MS juniorů         | —  | —  | 3. | úč. | 1. |    |     |     |   |    |    |    |  |  |  |  |  |  |  |  |  |  |  |  |  |
| ME juniorů         | —  | —  | 2. | úč. | 1. |    |     |     |   |    |    |    |  |  |  |  |  |  |  |  |  |  |  |  |  |
| ME dorostenců      | 2. | 8. |    |     |    |    |     |     |   |    |    |    |  |  |  |  |  |  |  |  |  |  |  |  |  |